# Cathy Biya
Cathy Biya, de son vrai nom Cathérine Biya, née le 18 juillet 2006, est une footballeuse camerounaise évoluant au poste de gardien de but au CD Getafe Femenino. Elle fait partie de l'équipe du Cameroun de moins de 20 ans de football depuis 2023. 
En 2025 elle remporte le ballon d'or camerounais de la meilleure gardienne de la première division de ligue de football féminin au Cameroun. 

## Biographie

### Débuts
Cathy Biya est née le 18 juillet 2006 au Cameroun. Elle commence sa carrière en 2021 avec le club AS Awa FC à Yaoundé. En 2022, elle est transférée à Eclair de Sa'a.  
Elle intègre  l'équipe nationale du Cameroun de moins de 20 ans de football en 2023 et participe  au qualifications pour la coupe du monde des moins de 20 ans.  
En 2025, elle s'engage avec le club espagnol  CD Getafe Femenino .  

### Carrière
En 2023, elle participe au Jeux Africains U20 au Ghana. La même année, elle prend part à la Sud Ladies Cup à Avignon en France. Son équipe est deuxième à ce tournoi.  
En 2024, Cathy participe à une autre Coupe du Monde Féminine U20 FIFA Colombie. La même année elle est nommée par la Confédération africaine de Football (CAF) au titre de meilleure gardienne africaine de l'année. 

## Prix et récompenses
- 2023:  Prix de la meilleure gardienne à la Sud Ladies Cup à Avignon en France[5].
- 2025: Prix de la meilleure gardienne de la première ligue au Ballon d'or du Cameroun[8].